# ريهايرو ميولنس
ريهايرو ميولنس (بالهولندية: Rihairo Meulens)‏ (3 يونيو 1988 في هولندا - ) هو لاعب كرة قدم هولندي في مركز الهجوم. شارك مع منتخب كوراساو لكرة القدم. أما مع النوادي، فقد لعب مع أغوف أبيلدورن ورابيد بوخارست ورودا ياي سي وفيتيسه آرنهم ونادي دوردريخت ونادي زيرا والمير سيتي.

## وصلات خارجية
- ريهايرو ميولنس على موقع الاتحاد الدولي (مؤرشف)  (الإنجليزية)
- ريهايرو ميولنس على موقع قاعدة بيانات كرة القدم.إي يو (الإنجليزية)
- ريهايرو ميولنس على موقع ناشيونال فوتبول تيمز (الإنجليزية)
- ريهايرو ميولنس على موقع Soccerway.com (الإنجليزية)